# Zupa ogórkowa
Zupa ogórkowa é uma sopa de pepino em conserva, típica da Polónia. Num livro intitulado “Polish Cooking” de Marianna Olszewska Heberle, esta sopa é considerada “favorita pelas mulheres polacas grávidas”… 
Em várias receitas, começa por se preparar um caldo de carne, de preferência com osso, onde se cozem vários tipos de vegetais, incluindo cenoura, salsa, aipo e alho-porro, ou a mistura chamada “wloszczyzna”. Entretanto, salteiam-se em manteiga cebola e alho cortados e juntam-se pepinos em conserva cortados num ralador de buracos largos, e mistura-se este refogado com a sopa. Junta-se batata cortada em pequenos cubos e deixa-se cozer. Finalmente, mistura-se farinha de trigo com nata azeda ou iogurte e junta-se à sopa mexendo vigorosamente e deixando incorporar, sem deixar levantar fervura de novo. Acerta-se o tempero com sal e pimenta e serve-se quente, acompanhada de pão de centeio.